# Лебедев, Александр Евгеньевич
Алекса́ндр Евге́ньевич Ле́бедев (род. 16 декабря 1959, Москва) — российский предприниматель, общественный и политический деятель, писатель. Председатель Совета директоров ЗАО «Национальная резервная корпорация», бывший депутат Государственной думы. Депутат Слободской районной думы (с 2011 по 2014 год). Владелец британского онлайн-издания Independent и телевизионного канала London Live. Мажоритарный владелец газеты Evening Standard. Крупнейший частный акционер и инвестор «Новой газеты».

## Происхождение
Отец, Евгений Николаевич, — инженер-оптик, профессор, доктор наук, преподаватель.
Мать, Мария Сергеевна, по окончании педагогического института в Москве служила учителем в сельской школе на Сахалине. Преподаватель английского языка в МГИМО МИД СССР.

## Образование
Окончил московскую спецшколу № 17 (в разное время учился с Александром Мамутом и Владиславом Игнатовым). В 1977 году поступил на экономический факультет МГИМО, изучал мировую валютно-финансовую систему, уделяя особое внимание проблематике международных долговых обязательств. Учился в восьмой англо-испанской группе валютно-финансового отделения экономического факультета МГИМО. В 1982 году окончил МГИМО по специальности «международные экономические отношения».
В начале 1980-х начал писать кандидатскую диссертацию по теме «Долговые проблемы и вызовы глобализации».
В 1984 году окончил Краснознамённый институт КГБ СССР.
В 2000 году защитил кандидатскую диссертацию.
В 2003 году защитил докторскую диссертацию по теме «Финансовая глобализация в контексте проблем общемирового, регионального и национального (российского) развития». Стал доктором экономических наук.

## 1979—1992 годы
- 1979—1991 годы — член КПСС
- 1982—1983 годы — работал в Институте экономики мировой социалистической системы Академии наук СССР.
- 1984—1992 годы — служба в ПГУ КГБ СССР и СВР, занимался, согласно написанной им биографии, вопросами предотвращения утечки капитала за рубеж[10]. С 1987 года в советском посольстве в Великобритании.
- 1991 год — [уточнить] — уволился в запас в звании подполковника и занялся коммерцией[8].

## 1993—2022 годы
- 1993 год — вместе с группой бывших сотрудников посольства СССР в Великобритании основал «Русскую инвестиционно-финансовую компанию» АО «РИФК», где занял пост председателя Совета директоров[11].
- 1993 год — РИФК на правах управления вошла в состав АБ «Империал», а сам Лебедев стал начальником управления зарубежных инвестиций банка.
- 1995—2004 годы — президент и генеральный директор АКБ «Национальный резервный банк» (ОАО), крупнейшим акционером которого был «Газпром».
- 1996 год — участие в избирательной кампании Бориса Ельцина, получил за это официальную благодарность Б. Н. Ельцина.
- 1997 год, апрель — на IV съезде движения «Наш дом — Россия» (НДР) Виктора Черномырдина был избран членом политсовета НДР.
- 1997 год, август — был избран заместителем председателя Экологической партии «Кедр».
- 2002 год — член Совета директоров ОАО «Федеральная сетевая компания Единой энергетической системы» («ФСК ЕЭС»).
- 2003 год — принимал участие в выборах мэра Москвы в качестве кандидата на этот пост и в парламентских выборах, возглавлял московский региональный список блока «Родина». На выборах мэра столицы А. Лебедев набрал 12,35 % голосов избирателей[8]. По итогам парламентских выборов А. Лебедев был избран депутатом Государственной Думы.
- 2003 год, декабрь — формально оставил пост президента, председателя правления «Национального резервного банка» и другие свои посты в бизнесе.
- 20 декабря 2003 года Лебедев ушёл из блока «Родина» и вошёл во фракцию партии «Единая Россия»[8].
- 2004—2007 годы — Депутат Государственной Думы Российской Федерации четвёртого созыва.
- 2004 год, январь — 2005 год, март — заместитель председателя Комитета ГД по делам Содружества Независимых Государств и связям с соотечественниками.
- 2005 год, 16 марта — освобождён от должности сопредседателя двусторонней межпарламентской комиссии по сотрудничеству Федерального Собрания РФ и Верховного Совета Украины от российской части данной комиссии и выведен из состава представителей ГД в российской части этой комиссии.
- 2006 год — передал Фонду имени Раисы Горбачёвой свою долю акций в российской компании по аренде воздушных судов стоимостью около ста миллионов фунтов (примерно 190 млн долларов США)[12].
- 2007 год, июнь — перешёл из «Единой России» в партию «Справедливая Россия»[13].
- 2007 год, лето — спонсирует издание антилужковской[14] газеты «Московский корреспондент» (закрыта из-за публикации скандальной статьи про близкие отношения Владимира Путина и Алины Кабаевой).
- 2008 год, январь — настоящее время — Председатель Совета директоров ЗАО «Национальная Резервная Корпорация».
- 2008 год, апрель — исключён из партии «Справедливая Россия» за антипартийную деятельность[15].
- 2008 год, июнь — на основе принадлежащего Лебедеву издания «Новая газета» был зарегистрирован медиахолдинг «Новые Медиа». Планировалось, что в новый холдинг войдут и другие медиаактивы предпринимателя: газета «Московский корреспондент» и две радиочастоты в Москве (94,0 FM — «Просто радио» и 94,4 FM — «Добрые песни»), купленные в начале 2008 года у экс-депутата Госдумы Зелимхана Муцоева за рекордные $24 млн. В мае 2012 г. радиостанции были проданы Михаилу Гуцериеву, оценка суммы сделки — 14 млн долл.[16]
- 2009 год, январь — приобрёл контрольный пакет акций лондонской газеты The Evening Standard холдинга Daily Mail & General Trust за символическую сумму 1 фунт стерлингов[17].
- 2009 год, с 1 по 17 апреля — Кандидат на должность Главы муниципального образования города-курорта Сочи — Главы города Сочи, регистрация кандидата была отменена избиркомом[18] по решению суда в связи с неправильно оформленным при регистрации финансовым отчётом. Как заявил глава штаба Артём Артёмов: «После того как Лебедев перечислил избирательный залог и сдал документы в избирком, ему на счёт от троих несовершеннолетних поступили денежные переводы. Мы эти деньги, как только узнали о них, перечислили назад. Потом мы нашли этих ребят, они сказали, что их привела в Сбербанк сотрудник мэрии и дала по 500 рублей»[19].
- 2009 год, апрель — запустил процедуру банкротства германской авиакомпании-дискаунтера Blue Wings[20], крупнейшим акционером которой является, после чего предложил свой пакет акций авиакомпании «Аэрофлот» за один евро[21].
- 2010 год, март — за символический 1 фунт стерлингов приобрёл британскую газету либерально-демократической направленности The Independent[22].
- 2011 — 14 марта, на выборах в законодательное собрание, стал депутатом Слободской районной Думы Кировской области четвёртого созыва по Ильинскому четырёхмандатному избирательному округу № 5[23].
- 2012 год — Национальный резервный банк Александра Лебедева выдвинул в совет директоров «Аэрофлота», в котором владеет около 15 % акций, известного оппозиционера Алексея Навального[24].
- 2012 год, начало августа — заявил о намерении выйти из бизнеса в России и сосредоточиться на общественной и издательской деятельности[25].
- 2012 год, конец сентября — Следственный комитет РФ предъявил банкиру Александру Лебедеву обвинение по делу о драке с предпринимателем Сергеем Полонским, которая состоялась на съёмках программы «НТВшники» в 2011 году. Обвинение предъявлено по п. «б» ч. 1 ст. 213 «хулиганство по мотивам политической ненависти» и п. «б» ч. 2 ст. 116 «побои по хулиганским мотивам» УК РФ. Мерой пресечения в отношении обвиняемого была избрана подписка о невыезде, однако Лебедев отказался её давать, сославшись на необоснованность применения такой меры к нему"[26]. В 2013 году уголовное дело поступило в Останкинский районный суд г. Москвы. В ходе процесса прокуратура сняла с Лебедева обвинения в хулиганстве по мотивам политической ненависти, однако за нанесение побоев он был приговорён к 130 часам общественных работ, которые отбыл в деревне Поповка Тульской области, занимаясь ремонтом детского сада[27].
- 2014, февраль — опубликовал в американской газете The New York Times и своих британских изданиях ряд статей, в которых призвал к созданию международной системы по противодействию глобальной коррупции и финансовым мошенничествам, которые он охарактеризовал как «новый апартеид»[28][29][30].

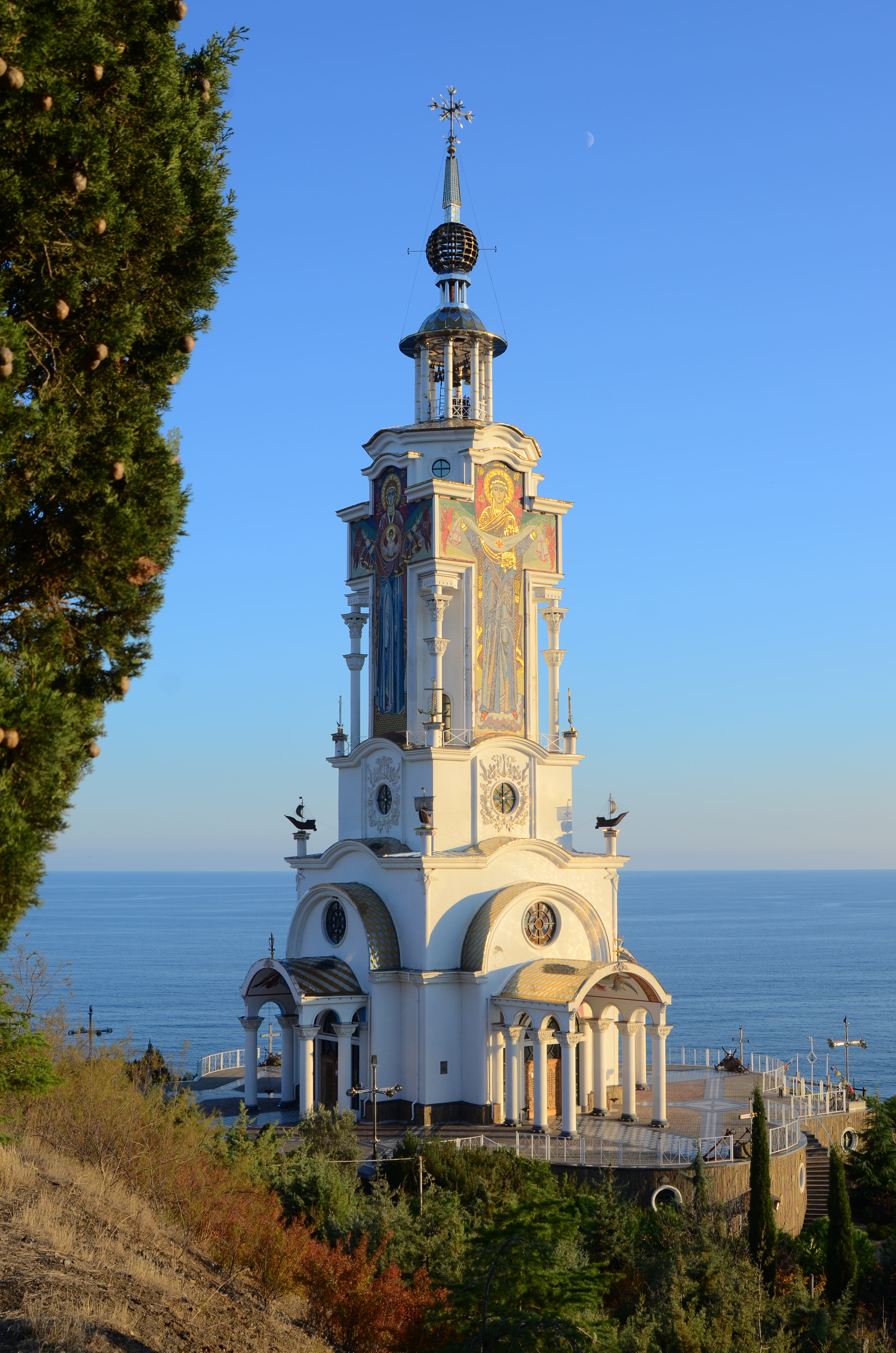
Храм-маяк Николая-Чудотворца

- 2016 год, октябрь — объявил о создании национальной сети кафе полезной и доступной еды «Петрушка», которые должны составить конкуренцию американским сетям фаст-фуда, таким как McDonald's и Burger King[31]
- 2017, март — выступил с рядом публикаций в российской и зарубежной прессе, в которых заявил о необходимости борьбы с «международной финансово-оффшорной олигархией», которая, по его мнению, покрывает хищение в разных странах мира и отмывание на Западе более $1 трлн «грязных денег» ежегодно[32][33][34][35][36]. В этих публикациях он заявил, что предложил руководству России план по возвращению более $100 млрд, выведенных за границу из российской банковской системы. Лебедев также объявил об открытии феномена «Третьего колониализма» — системы, которая основана на выкачивании финансовых ресурсов из «периферийных стран» в интересах «золотого миллиарда»[37]. Эти идеи впоследствии нашли отражение в его книге «Охота на банкира»[38][39][40][41]. В сентябре 2019 г. «Охота на банкира» вышла в Великобритании в переводе на английский язык под названием «Hunt The Banker: The Confessions Of A Russian Ex-Oligarch»[42][43][44].
- Со времён нахождения Крыма в составе Украины с 2003—2007 годов и до настоящего времени структуры Александра Лебедева являются крупнейшими инвесторами на территории городского округа Алушта[45]. По его собственным словам[46] объём инвестиций уже превысил 200 млн евро. Ему принадлежат отель «Море» (строился в 2003—2014 годах), строится отель-клиника Sea Garden[46]. Лебедев финансировал строительство Храм-маяк Николая Чудотворца в поселке Малореченское под Алуштой[47], участвовал в реконструкции ялтинского Театра имени Чехова и набережной Профессорского уголка[46].
- 2018 год, декабрь — издательство Эксмо выпустило книгу Александра Лебедева «Погоня за украденным триллионом», содержащая серию расследований резонансных международных афер на сотни миллиардов долларов[48]. Газета «Версия» включила эту книгу в топ-10 лучших журналистских расследований, выпущенных отдельным изданием[49].
- 2019 год, декабрь — вышел из банковского бизнеса, продав принадлежащий ему пакет акций Национального резервного банка Государственной транспортной лизинговой компании (ГТЛК). Представитель Лебедева Артем Артемов заявил РБК, что такое решение он принял «во избежание репутационного диссонанса в связи с многолетней деятельностью по расследованию коррупции и хищений в финансовом секторе». «Он намерен сосредоточить свои усилия на социально значимых стартапах (в частности в сфере экологически чистого транспорта и сети общественного питания, направленного на превращение России в страну № 1 по здоровому образу жизни), медиа и публицистике (запуск русскоязычной версии The Independent, теле- и кинопродакшн), а также общественных проектах, в том числе создании международной системы противодействия легализации преступно нажитых доходов и репатриации в Россию незаконно выведенных капиталов», — добавил Артемов[50].
- 2019 год, декабрь — по мотивам книг Лебедева вышло два документальных фильма-расследования — «Охотник на банкстеров» и «Банкстеры: International»[51].
- 2019 год, декабрь — вместе с владельцами инжиниринговой компании «Морсвязьавтоматика» основал проект Emperium по выпуску пассажирских судов на электрической тяге[52]. Первое в России электросудно Ecovolt было спущено на воду 27 июня 2020 г. в Санкт-Петербурге[53].
- 2020 год, июль — стал совладельцем и инвестором сети семейных кафе-кондитерских «Андерсон», основанной общественным омбудсменом в сфере малого и среднего бизнеса Анастасией Татуловой[54][55].
- 2020 год, октябрь — вместе с основателем криптовалютной биржи Garantex Сергеем Менделеевым и IT-инженерами Романом Моисеевым и Ильёй Бугаевым объявил о запуске проекта первого криптовалютного банка[56]. В программной статье, опубликованной британским The Independent, Лебедев заявил, что новые технологии блокчейн и система децентрализованных финансов, основанная на смарт-контрактах, приведут к революции в глобальном банковском секторе и сделают невозможным коррупцию и хищения, при этом обеспечивая справедливый доход для участников процесса[57]. Проект под брендом InDeFi SmartBank (Independent Decentralized Finance SmartBank & Ecosystem) начал работать в апреле 2021 года[58][59][60].
- 2022 год, май — правительство Канады внесло Александра Лебедева в список «российских олигархов и членов их семей и близких соратников Владимира Путина», против которых введены санкции[61]. Комментируя это событие газете The Financial Times, Лебедев заявил: «Я был оппозиционером в течение десяти лет, провел год в суде по сфабрикованным обвинениям, ожидая семилетнего приговора, потерял все деньги и активы, которые у меня были, а также мое дело»[62].
- 2022 год, июнь — в интервью газете The New York Times Александр Лебедев подверг критике российское вторжение на Украину и заявил, что Россия «превращается в Иран и Северную Корею»[63].

## Конфликты и критика предпринимательской деятельности

### Конфликт с генпрокурором Юрием Скуратовым
В 1997 г. в средствах массовой информации появился ряд публикаций, посвящённых конфликту Лебедева с неким Игорем Фёдоровым, который, по версии Лебедева, украл более $7 млн, принадлежащих Национальному резервному банку. Последующие судебные процессы были выиграны представителями НРБ в Швейцарии и Британии, после чего Фёдоров, уехавший в США, написал на имя генерального прокурора России Юрия Скуратова заявление о том, что руководители НРБ во главе с Лебедевым и его заместителем Андреем Костиным якобы занимались махинациями с облигациями внутреннего государственного валютного займа (ОВГВЗ). Против руководства НРБ по указанию Скуратова было возбуждено уголовное дело об уклонении от уплаты налогов в особо крупном размере. Попытка представителей Генпрокуратуры получить показания Фёдорова в США не привела ни к каким конструктивным результатам. После отставки Скуратова в 1999 г. уголовное дело было закрыто в связи с отсутствием состава преступления. Эти события подробно описаны в автобиографической книге Лебедева «Охота на банкира». Лебедев утверждает, что за ними стоял предприниматель Ашот Егиазарян, который использовал неформальные связи с генеральным прокурором для рейдерского захвата его банка.

### Второе «дело НРБ»
Осенью 2008 г. в разгар мирового финансового кризиса руководство Центрального банка и Министерство финансов обратилось к Лебедеву с предложением санировать банк «Российский капитал», который в тот момент оказался банкротом. По утверждению Лебедева, в ходе санации делегированные в санируемый банк менеджеры НРБ обнаружили хищения и вывод средств клиентов, о чём Лебедев информировал руководителя Федеральной службы безопасности РФ. 2 ноября 2010 г. в офисе НРБ прошли обыски в рамках дела о якобы хищении средств государственной поддержки, выделенных на санацию банка «Российский капитал». Александр Лебедев обратился с открытым письмом к президенту РФ, в котором обвинил руководство управления «К» (контрразведывательное обеспечение кредитно-финансовой сферы) Службы экономической безопасности ФСБ в попытке организации рейдерского захвата его банка. Впоследствии дело было закрыто.
В 2011—2012 гг. в ряде СМИ появились критические материалы о предпринимательской деятельности Александра Лебедева. Они были связаны с положением принадлежащего ему Национального резервного банка и рядом бизнес-решений, относящихся к его строительным, авиационным и аграрным проектам. Лебедев заявил, что является объектом заказной клеветнической кампании, направленной на разрушение его бизнеса и общественной репутации<.
В 2015 году Лебедева критиковали за систематические ошибки в бизнес-планировании деятельности его собственного бизнеса, связанного с авиапромом.

## Личное состояние
Александр Лебедев занял 26 место в списке богатейших бизнесменов России за 2005 год, составленном журналом Forbes, с состоянием $1,6 млрд. В мировом списке миллиардеров за тот же год он занял 413 место. В списке Forbes за 2006 год Лебедев поднялся на 23-е место с состоянием $3,7 млрд. В списках за 2007—2009 он постоянно опускался в рейтинге богатейших бизнесменов и к 2009 году занял 63-е место с состоянием $600 млн.
В апреле 2009 года Александр Лебедев написал письмо в журнал Forbes с просьбой исключить его из списков самых богатых бизнесменов России. В ответ заместитель главного редактора русской версии журнала Николай Мазурин заявил: «Мы учитываем каким-то образом пожелания, но ведём все подсчёты честно. Вот если Александр Евгеньевич считает, что у него денег мало, пусть тогда покажет отчётность по его банкам, его бизнесу и подтвердит, что денег у него совсем нет».
- Обладая личным состоянием 2,1 млрд долл., в 2011 году занял 45 место в списке 200 богатейших бизнесменов России (по версии журнала Forbes)[83].
- В 2012 году, по версии Forbes, занял в том же списке 89 место с состоянием в $1,1 млрд долл.

Александр Лебедев хоть и считался борцом против ухода денег в оффшорные фирмы, но сам отправлял денежные средства и в иностранные банки, уходя от налогов в России.

## Санкции
18 мая 2022 года, на фоне вторжения России на Украину, внесён в санкционный список Канады «элит и близких соратников режима» состоящий из 14 лиц «за то, что они непосредственно способствовали бессмысленной войне Владимира Путина в Украине и несут ответственность за боль и страдания народа Украины».
19 октября 2022 года попал в санкционный список Украины так как «Лебедев инвестирует в туристический бизнес на аннексированном полуострове»

## Семья[89]
- Бывшая жена: Наталья — дочь советского биолога академика Владимира Соколова.
  - Сын: Евгений (род. 8 мая 1980) — с восьмилетнего возраста проживает в Лондоне[90], обладает британским и российским гражданством. Имеет два образования. Экономист. Барон Сибирский и Хэмптонский (2020). Является управляющим изданий Independent и Evening Standard.
- Фактическая жена (сожительница)[91]: Елена Перминова, фотомодель[92].
  - Сын Никита (род. 17 июня 2009).
  - Сын Егор (род. 14 ноября 2011).
  - Дочь Арина (род. 7 апреля 2014)[2].
  - Сын Александр (род. 15 мая 2021).

## Награды
- 1996 — Благодарность Президента Российской Федерации (25 июля 1996 года) — за активное участие в организации и проведении выборной кампании Президента Российской Федерации в 1996 году[93]
- 2000, 17 октября — церковный орден Святителя Иннокентия Московского. Присуждён за миссионерский труд.
- Медаль ЮНЕСКО «Диалог культур». За активную благотворительную и спонсорскую деятельность[94].
- 2004 — Орден «За заслуги» III степени (4 ноября 2004 года, Украина) — за весомый личный вклад в реализацию инвестиционных проектов на территории Автономной Республики Крым, развитие украинско-российского сотрудничества[95][45]
- 2006 — Орден Св. Равноапостольного князя Владимира Украинской православной церкви Московского патриархата.
- 2007 — Медаль ордена «За заслуги перед Отечеством» II степени (8 ноября 2007 года) — за заслуги в законотворческой деятельности, укреплении и развитии российской государственности[96]
- 2012 — Почётный гражданин города Алушта, Крым, «За активное и долговременное участие в благотворительной и меценатской деятельности в интересах города и его жителей»[45].

## Книги А. Е. Лебедева
- Диагноз или сбор голосов под прицелом городской власти (2004) — ISBN 5-902428-01-7
- 100 ответов москвичам
- Записки Сизифа (2007), изд-во: «Московская школа политических исследований» ISBN 978-5-93895-095-5[97]
- Охота на банкира. О коррупционных скандалах, крупных аферах и заказных убийствах — М.: Эксмо, 2017. ISBN 978-5-699-95464-3[98][99][100][101][102][103][104][105]
- Погоня за украденным триллионом — М.: Эксмо, 2018[106] ISBN 978-5-04-096589-2
- Hunt the Banker: The Confessions of a Russian ex-Oligarch — Quiller Publishing, 2019[107]. ISBN 1-84689-303-8

## Фильмы о Лебедеве
- 2007 — 2-я серия «The World’s Richest People» (рус. «Самые богатые люди в мире»). Документальный сериал. — Discovery.
- 2008, 25 мая — «Катала. Грязные игры „капиталиста-идеалиста“». Документальный фильм. — ТВ Центр[108].
- 2010, 14 декабря — «Капитал. Ru. Банкир Александр Лебедев» Фильм из документального сериала Алексея Пивоварова. НТВ.
- 2018, октябрь — «Миссия банкира» — фильм из цикла Татьяны Митковой «Крутая история», НТВ
- 2019, декабрь — документальная кинодилогия Артема Артемова «Банкстеры», включающая фильмы «Охотник на банкстеров» и «Банкстеры: International», снятые по книгам Лебедева.